# George Grey
Sir George Grey, 2. baronet Grey (Sir George Grey, 2nd Baronet Grey of Fallodon) (11. května 1799, Gibraltar – 9. září 1882, Fallodon Hall, Anglie) byl britský státník ze starobylého rodu Greyů, synovec premiéra 2. hraběte Greye. Čtyřicet let byl poslancem Dolní sněmovny za Liberální stranu a v několika vládách zastával různé funkce. Celkem 14 let byl ve třech funkčních obdobích britským ministrem vnitra.

## Životopis
Narodil se na Gibraltaru jako jediný syn námořního kapitána Sira George Greye (1767-1828), po matce Mary Whitbread (1770-1858) byl potomkem bohaté podnikatelské rodiny Whitbreadů. Vystudoval v Oxfordu, původně měl být duchovním, ale zvolil kariéru v justici a od roku 1826 působil jako úspěšný právník. V letech 1832-1852 a 1853-1874 byl členem Dolní sněmovny za Liberální stranu. Brzy po vstupu do parlamentu začal zastávat i nižší vládní funkce, v letech 1834-1835 a 1835-1839 byl státním podsekretářem kolonií, poté byl nejvyšším vojenským sudím (1839-1841), od roku 1839 byl též členem Tajné rady. Členem vlády se stal poprvé v roce 1841 krátce před pádem Melbournova kabinetu jako lord kancléř vévodství lancasterského. Po návratu liberálů k moci se v Russelově vládě stal poprvé ministrem vnitra (1846-1852). V této funkci měl zásluhu na zlepšení hygienických podmínek a veřejného zdravotnictví (krátce poté byl zřízen samostatný úřad pro zdravotnictví). Proslul také svými aktivitami v době irského hladomoru v roce 1847. Přes nabytou popularitu v roce 1852 neuspěl ve volbách.
Do parlamentu byl znovu zvolen v doplňovacích volbách v roce 1853 za město Morpeth, a i když původně odmítl účast v koaliční Aberdeenově vládě, nakonec přijal post ministra kolonií (1854-1855). V následující Palmerstonově vládě byl znovu ministrem vnitra (1855-1858). Kvůli názorovým neshodám s Palmerstonem v jeho dalším kabinetu obdržel původně jen méně vlivný post lorda kancléře vévodství lancasterského (1859-1861), ale nakonec se potřetí stal ministrem vnitra (1861-1866). V roce 1874 neuspěl ve volbách a odešel do ústraní na své sídlo Fallodon House.
Byl ženatý s Anne Ryder (1805-1893), dcerou lichfieldského biskupa Henryho Rydera a vnučkou významného státníka 1. hraběte z Harrowby. Měli spolu jediného syna Charlese Greye (1835-1874), který sloužil v armádě, dosáhl hodnosti podplukovníka. Vnuk Edward Grey (1862-1933) byl později dlouholetým ministrem zahraničí.
Jeho sestra Jane Grey (1804-1838) byla manželkou 1. barona Northbrooka, ministra financí a námořnictva.